# Buco nero rotante
Per buco nero rotante s'intende un buco nero che possieda momento angolare.

## Tipi di buchi neri
Ci sono precisamente quattro modelli matematici per i buchi neri conosciute nelle equazioni di Einstein, le quali descrivono la gravità nell'ambito della relatività generale. Due di queste (il buco nero di Kerr e il buco nero di Kerr-Newman) sono rotanti. Si è generalmente creduto che tutti i buchi neri eventualmente saranno simili a buchi neri stazionari e che questi, grazie al teorema no-hair, possano essere caratterizzati da tre (e solo tre) quantità M, J e Q, vale a dire:
- massa M,
- momento angolare J,
- carica elettrica Q.

Nei termini di queste proprietà, i quattro tipi di buchi neri stazionari possono essere definiti come segue:
|                      | Non-rotante (J = 0) | Rotante (J ≠ 0) |
| Senza carica (Q = 0) | Schwarzschild       | Kerr            |
| Con carica (Q ≠ 0)   | Reissner-Nordström  | Kerr-Newman     |

## Formazione
I buchi neri rotanti si formano dal collasso gravitazionale di stelle massive rotanti o dal collasso di un gruppo di stelle o da gas con una media del momento angolare diverso da zero. Come per la maggior parte delle stelle rotanti, ci si aspetta che la maggioranza dei buchi neri in natura siano rotanti. Nel 2006, gli astronomi riportarono valutazioni del tasso dello spin dei buchi neri nell'Astrophysical Journal. Un buco nero nella Via Lattea, GRS 1915+105, può ruotare 1150 volte al secondo, avvicinandosi al più alto limite teorico.

### Relazione con le esplosioni di raggi gamma
La formazione di un buco nero rotante da una collapsar viene congetturata osservando il fenomeno dei gamma ray burst (esplosioni di raggi gamma).

## Conversione nel buco nero di Schwarzschild
Un buco nero rotante può produrre grande quantità di energia a spese della sua energia rotazionale. In questo caso un buco nero rotante gradualmente si riduce a un buco nero di Schwarzschild, la minima configurazione dalla quale nessuna ulteriore energia può essere estratta.

## Metrica di Kerr, metrica di Kerr-Newman
Un buco nero rotante è una soluzione dell'equazione di campo di Einstein. Ci sono due soluzioni esatte conosciute, la metrica di Kerr e la metrica di Kerr-Newman, le quali si crede siano rappresentative di tutte le soluzioni dei buchi neri rotanti, nella regione esterna.

## Individuazione di buchi neri rotanti
Nel 2010 è stata proposta una tecnica per l'individuazione di buchi neri in rotazione, basata su un nuovo fenomeno in Relatività generale scoperto da una collaborazione tra l'Università di Uppsala, l'Università di Padova, la Macquarie University e l'Instituto de Ciencias Fotónicas di Barcellona.
La tecnica proposta si fonda sull'analisi del momento angolare orbitale e della struttura dei vortici ottici della radiazione proveniente dal disco di accrescimento nei pressi di tali buchi neri. I risultati sono stati pubblicati su Nature Physics.